# Medalha de Serviço Distinto
A Medalha de Serviço Distinto (em hebraico:  :עיטור המופת, Itur HaMofet) é uma condecoração militar israelense.

## Descrição
A medalha foi instituída em 1970 por lei promulgada pelo Knesset, podendo ser concedida retroativamente por ações ocorridas antes de sua instituição. Sua concessão ocorre por atos de bravura exemplar no cumprimento do dever. Uma unidade, o batalhão de reconhecimento da brigada Givati, recebeu a condecoração em 2005.

## Design
A medalha foi projetada por Dan Reisinger: seu formato é circular. Na frente da medalha há uma espada com um ramo de oliveira, simbolizando a força controlada. O reverso é liso.

## Condecorados notáveis
- Ehud Barak: um dos militares mais condecorados nas Forças Armadas de Israel - posteriormente, tornou-se Primeiro-Ministro de Israel;
- Yonatan Netanyahu: recebeu a medalha por suas ações durante a Guerra do Yom Kippur.